# Futility, or the Wreck of the Titan
Futility, or the Wreck of the Titan (origineel Futility genoemd) is een novelle geschreven door Morgan Robertson, uitgegeven in 1898. Het verhaal gaat over de fictionele oceaanlijner Titan, die zinkt in de Noord-Atlantische Oceaan na een aanvaring met een ijsberg. Het zinken van de Titan wordt gezien als zeer vergelijkbaar met het zinken van het echte passagiersschip Titanic, dat veertien jaar later zonk. Na het zinken van de Titanic werd de novelle opnieuw uitgegeven met aanpassingen aan het tonnage van het schip.

## Plot
De eerste helft van Futility introduceert de held John Rowland. Rowland is een uit de gratie gevallen voormalig marineofficier. Hij is een alcoholist die naar de laagste rangen van de maatschappij gezakt is, hij is ontslagen bij de marine en werkt nu als matroos op de Titan. Op een avond in april raakt het schip een ijsberg, waardoor het tot zinken komt.
De tweede helft van de novelle volgt Rowland terwijl hij de dochter van een oude geliefde helpt door samen met haar op de ijsberg te springen. De twee vinden een reddingsboot en worden uiteindelijk gered door een passerend schip. Het meisje wordt echter teruggehaald door haar moeder en Rowland wordt gearresteerd wegens ontvoering. Een sympathieke magistraat spreekt hem vrij en verwijt de moeder onsympathiek te zijn tegen de redder van haar dochter. Rowland verdwijnt van de aardbodem.
In een kort laatste hoofdstuk, dat meerdere jaren overbrugt, werkt Rowland zich op van een dakloze anonieme visser naar een kantoorbaan en uiteindelijk naar een positie bij de overheid.
Een latere editie bevat een coda. Rowland ontvangt een brief van de moeder, die hem feliciteert en hem vraagt haar en haar dochter te bezoeken.

## Gelijkenissen met deTitanic
Hoewel de novelle geschreven is voor de Titanic überhaupt geconceptualiseerd was, zijn er merkwaardige gelijkenissen tussen de twee schepen. Zoals de Titan zonk ook de Titanic in de Noord-Atlantische Oceaan in april en waren er niet genoeg reddingsboten aanwezig voor alle passagiers. Ook zijn er gelijkenissen in de lengte van het schip: de Titan is 244 meter lang, de Titanic 269 meter lang, de snelheid van het schip: 25 knopen voor de Titan en 22,5 knopen voor de Titanic en het gebrek aan reddingsapparatuur.
Naast de naam zijn er ook andere gelijkenissen tussen de Titan en de Titanic, zoals:
- Beide worden beschreven als het grootste schip ter wereld en een van de grootste prestaties van de mensheid.
  - De Titan was 244 meter lang, met een gewicht van 75.000 ton (in oorspronkelijke editie uit 1898: 45.000 ton; in editie 1912 aangepast).
  - De Titanic was 269 meter lang, met een gewicht van 46.000 ton.
- Beide worden beschreven als "onzinkbaar".
- Beide hadden drie schroeven.
- Beide hadden een gebrek aan reddingsboten.
  - De Titan had precies zo veel reddingsboten als de wet toestond, 24, die minder dan de helft van het totaal aantal mensen, 3.000, in veiligheid konden brengen.
  - De Titanic had slechts 20 reddingsboten (14 standaard,  2 noodreddingsboten plus 4 Engelhardt opvouwbare sloepen).[5]
- Beide raakten een ijsberg.
  - De Titan raakte, met een snelheid van 25 knopen, een ijsberg aan de stuurboordkant op een avond in april, in de Noord-Atlantische Oceaan, 740 kilometer buiten Newfoundland (Terranova).
  - De Titanic raakte, met een snelheid van 22½ knoop,[6] een ijsberg aan de stuurboordkant in de avond van 14 april 1912, in de Noord-Atlantische Oceaan, 740 kilometer buiten Newfoundland (Terranova).
- Zinken
  - De Titan zonk en de meerderheid van de 2.500 passagiers en bemanningsleden overleed; er waren slechts 13 overlevenden.
  - De Titanic zonk, en 1.523 van de 2.200 passagiers en bemanningsleden overleden; er waren 705 overlevenden.

Na het zinken van de Titanic, werd Robertson door sommigen als helderziend gezien. Robertson ontkende dit en beweerde dat de gelijkenissen slechts te wijten waren aan zijn kennis van de scheepsbouw.

## Verdere lectuur
- Cocksey, Brian, The Titan & the Titanic. Light Eternal Publishing Limited. Gearchiveerd op 7 augustus 2011. Geraadpleegd op 23 november 2005.
- The Complete Idiot's Guide to the Titanic. Alpha Books (1998). ISBN 0-02-862712-1.
- Flavio Cenni, The Titanic before the Titanic. Geraadpleegd op 13 januari 2009.